# Alan I van Bretagne
Alan I van Bretagne, bijgenaamd de Grote, (gestorven: 907) was graaf van Vannes koning van Bretagne. Hij is de enige die de titel rex Brittaniæ (koning van Bretagne) toegekend kreeg van de keizer.

## Biografie
Alan werd geboren als de tweede zoon van Ridoredh van Vannes. Hij volgde in 876 zijn broer Pascweten na diens dood op als graaf van Vannes. Hij streed tegen Judicaël om het koninkrijk Bretagne, maar na de komst van de Vikingen sloten ze vrede en trokken ze gezamenlijk op tegen de Noormannen. Na de dood van Judicaël werd Alan de onbetwiste koning en wist de Vikingen bij Saint-Lô te verslaan. Vervolgens streed hij tegen Fulco I van Anjou om het bezit van Nantes. Waarschijnlijk verkreeg Alan I van keizer Karel de Dikke het koningschap over Bretagne. Onder de regeringen van de zwakkere koningen Odo en Karel de Eenvoudige wist Alan I zijn macht verder uit te breiden.
Hij overleed in 907 maar zijn opvolging was betwist en graaf Gourmaëlon van Cornouaille wist de macht te grijpen. Na de tijdelijk overheersing door de Vikingen wist zijn kleinzoon Alan II de macht te grijpen na het verdrijven van de Vikingen.

## Nageslacht
Met zijn vrouw Oroguen had Alan de volgende kinderen:
- Pascweten (-903)
- Guerec
- Budic
- Rudalt
- Onbekende dochter die huwde met Mathuedoï I van Poher, moeder van Alan II van Bretagne
- Onbekende dochter die huwde met Tangui van Vannes